# Helado de paila
El helado de paila es un postre tradicional de origen andino en América del Sur. Se caracteriza por su textura cremosa y su intenso sabor frutal. Su preparación se realiza de manera artesanal en un gran recipiente de bronce, conocido como paila, donde se baten jugos o pulpas de frutas aromáticas hasta obtener la consistencia de helado.

## Origen y popularidad

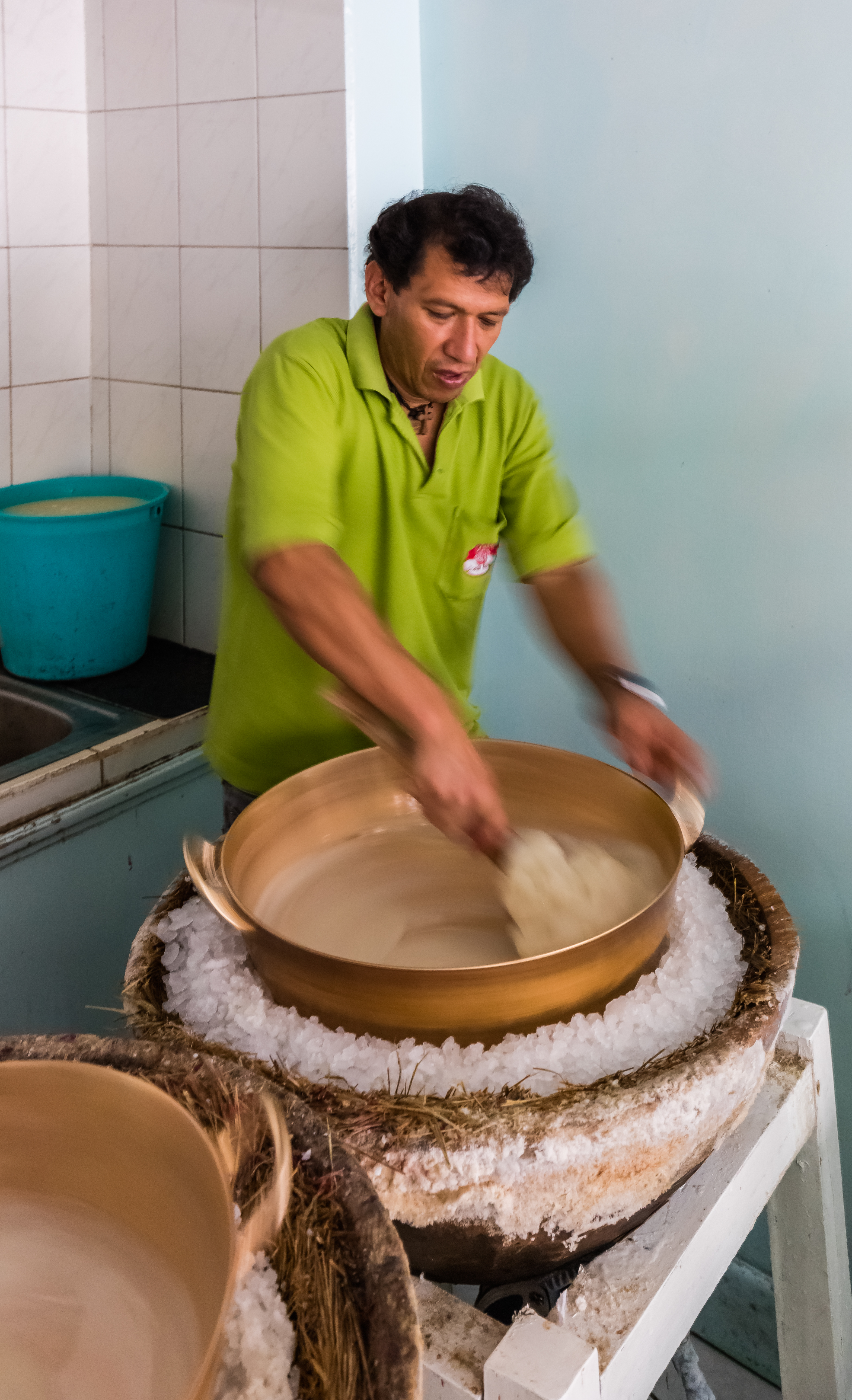
Preparación de helado de paila, en Ibarra, Ecuador.

Los orígenes de la elaboración del helado de paila se remontan a las elevadas tierras al norte del Ecuador y el sur de Colombia, en los páramos de la provincia de Imbabura y en el departamento de Nariño, se inició una época en la que no existían los refrigeradores y se los hacía con el hielo que se formaba a bajas temperaturas en el páramo interandino.
En la actualidad la manera de la elaboración del helado de paila se la realiza en distintos puntos turísticos de Colombia y Ecuador, generalmente se los elabora mora, guanábana, naranjilla, coco, fresa, tomate de árbol, mango y maracuyá.